# Édith Maruéjouls
Pour les articles homonymes, voir Maruéjouls.
Édith Maruéjouls, née le 1er juin 1974, est une universitaire française, docteure en géographie, spécialiste de la géographie du genre,.

## Parcours
Après un DEA de sociologie obtenu en 1997, Édith Maruéjouls travaille pendant dix-huit ans pour des collectivités territoriales comme experte des politiques de jeunesse et de l'égalité de genre dans l'espace. Elle est ensuite contactée par le milieu universitaire pour participer à la création du réseau Mixité, Parité, Genre, qui travaille sur les inégalités de genre liées aux loisirs. Elle participe au colloque de l'Institut supérieur des ingénieurs-animateurs territoriaux (ISIAT) « Mixité, parité, genre : quels enjeux pour l’animation ? » en janvier 2006 à l'IUT Michel de Montaigne Gradignan.
Le conseil régional d'Aquitaine lui propose de soutenir une thèse sur les équipements publics sous l’angle du genre. En octobre 2014, elle soutient sa thèse de doctorat, « Mixité, égalité et genre dans les espaces du loisir des jeunes. Pertinence d’un paradigme féministe », à l'université Bordeaux-Montaigne sous la direction de Guy Di Méo. 
Elle crée en 2014, le bureau d’études L’ARObE (L'Atelier Recherche OBservatoire Égalité) spécialisé sur les questions d’égalité dans l’espace public, la cour d’école et les loisirs des jeunes,,,,,. 
Elle est membre active du conseil scientifique de l'association Genre et ville. 
En 2022, elle publie un ouvrage intitulé Faire je(u) égal (éditions Double ponctuation) présentant sa démarche et sa méthode de travail.

## Inégalités de genre et espace public
Elle met en évidence que la plupart des espaces de loisirs urbains sont conçus pour les hommes et fréquentés en majorité par les hommes. Dans les cours de récréation, aux garçons est alloué un espace central et unifié, tandis que les filles sont reléguées sur les côtés dans des espaces morcelés, maintenant symboliquement et inconsciemment les inégalités de genre dans l'espace public,,.

## Publications
- Loisirs des jeunes dans le secteur public : comment éviter l’exclusion des filles ?, Mixité, Parité, genre dans les métiers de l’animation, L’Harmattan, Paris, 2006, p. 115-122.
- « La Mixité à l’épreuve du loisir des jeunes dans trois communes de Gironde », Agora Débats Jeunesse, no 59, INJEP, octobre 2011, p. 79-91[17].
- « La Pratique sportive révélatrice des inégalités femmes/hommes », Sportives, jeux et enjeux, no 112, Université des femmes, juillet/décembre 2013, Belgique, p. 9-14.
- « Filles/garçons : l'offre de loisirs – Asymétrie des sexes, décrochage des filles et renforcement des stéréotypes », avec Yves Raibaud, Ville école intégration, no 167, Sceren CNDP-CRDP, janvier 2012, p. 86-91[18].
- « La Budgétisation sensible au genre », avec Yéléna Perret, Profession Banlieue, no 34, novembre 2017, Saint-Denis[19].
- Faire je(u) égal - Penser les espaces à l'école pour inclure tous les enfants, Joinville-le-Pont, éditions Double ponctuation, 2022.

## Distinctions
Le 29 mai 2019, Édith Maruéjouls est nommée au grade de chevalier dans l'ordre national du Mérite au titre de « directrice-fondatrice d'un bureau d'études dédié à l'égalité entre les femmes et les hommes ; 18 ans de services ».
Le 4 juillet elle est nommée au grade de chevalier de l'ordre National de la Légion d'honneur  spécialiste des politiques publiques axées sur l'égalité ; 26 ans de services. https://www.legifrance.gouv.fr/jorf/id/JORFTEXT000049907921
Elle est nommée « Personnalité de l’année » en 2019 par « Les Défis Urbains » du groupe Ficade, spécialisé dans les médias et évènements professionnels.
Elle est nommée personnalité inspirante de l'année en 2024 en faveur de la mixité dans le Sport. Trophée inclusivité du journal L'Équipe. 